# Alfabet szwedzki
Alfabet szwedzki składa się z 29 znaków:
A, B, C, D, E, F, G, H, I, J, K, L, M, N, O, P, Q, R, S, T, U, V, W, X, Y, Z, Å, Ä, Ö

## LiteryÅ,ÄiÖ

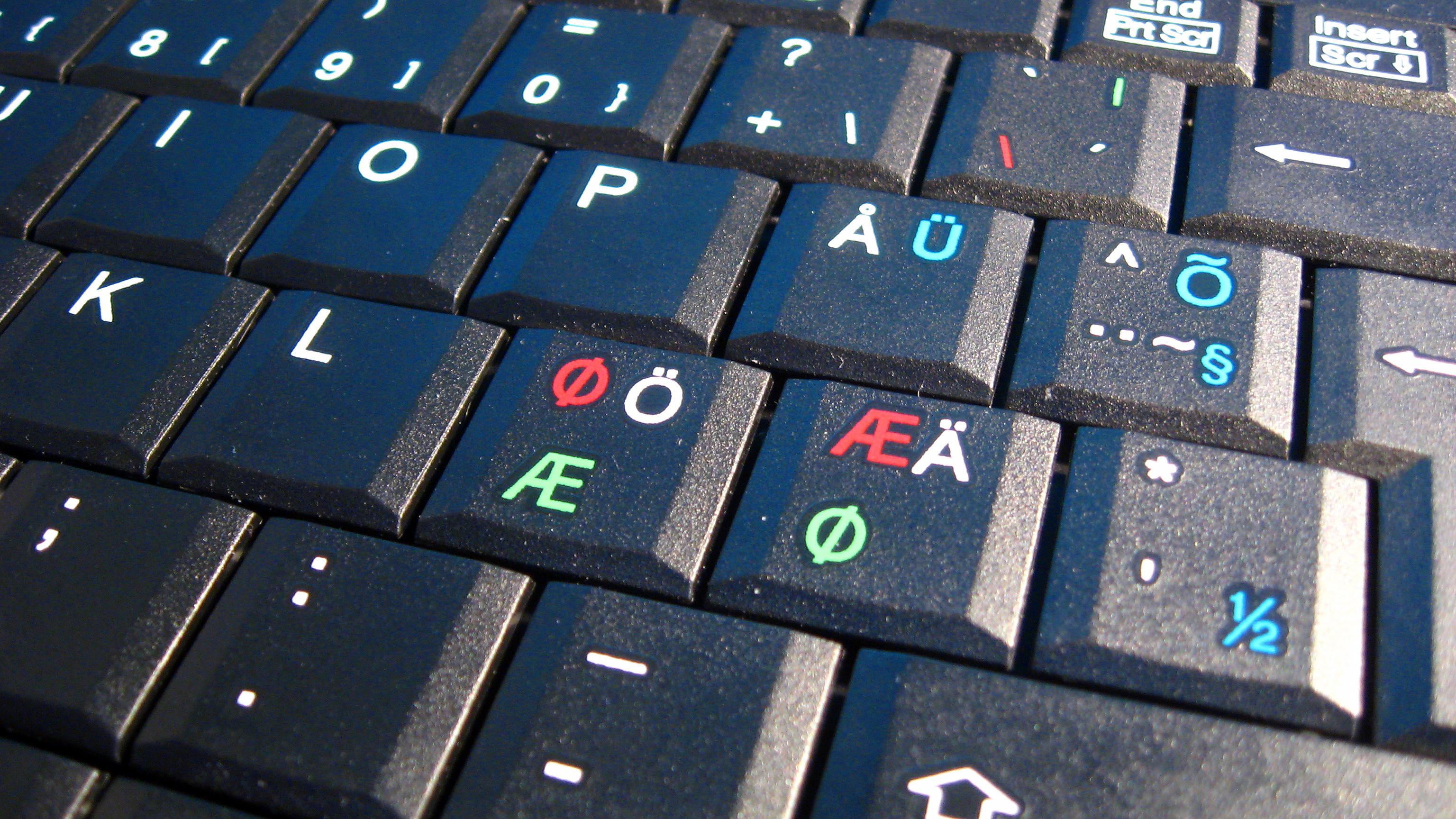
litery alfabetu szwedzkiego na klawiaturze komputera

Poza standardowymi literami alfabetu łacińskiego A–Z, w skład alfabetu szwedzkiego wchodzą także znaki „Å”, „Ä” oraz „Ö”. Uznawane za odrębne litery, występują one na końcu alfabetu po literze „Z” – w odróżnieniu od np. przegłosów (Umlaute) w języku niemieckim, które traktowane są jako warianty znaków i tym samym w przyjętej kolejności występują za literami, od których pochodzą (np. „Ä” po „A” czy „Ö” po „O”). Znaki te w sensie gramatycznym nie są umlautami, jednak z braku odrębnego terminu często przyjmuje się w odniesieniu do nich takie określenie.
W źródłach obcojęzycznych w stosunku do języka szwedzkiego i nie dysponujących tymi znakami we własnych alfabetach, niekiedy praktykuje się (analogiczne do umlautów) ich zastąpienie sekwencją dwóch liter alfabetu łacińskiego:
- å – ao
- ä – ae
- ö – oe.

## Inne znaki
Litera "Ü" w języku szwedzkim nie występuje, bywa jednak używana w nazwach pochodzenia niemieckiego i uznawana jest za wariant litery "Y". Znaki: "À", występujący tylko w jednym słowie pochodzenia francuskiego à (np. biljetter à tio kronor – bilety po dziesięć koron), oraz "É", również występujący w zapożyczeniach, uznawane są odpowiednio za warianty liter "A" oraz "E".
Litera "W", chociaż jest częścią alfabetu szwedzkiego, praktycznie występuje tylko w słowach zapożyczonych z innych języków. Do niedawna traktowana była jako wariant litery "V" i nadal bywa tak powszechnie odbierana, jednak w 2005 roku Akademia Szwedzka zgodnie z międzynarodową praktyką leksykograficzną dokonała rozróżnienia tych dwóch liter. W wydanej 10 kwietnia 2006 roku trzynastej edycji słownika Svenska Akademiens Ordlista, będącego de facto wykładnią poprawnej szwedzkiej pisowni, obie litery występują jako odrębne znaki.